# Гуабижу
Гуабижу (порт. Guabiju) — муниципалитет в Бразилии, входит в штат Риу-Гранди-ду-Сул. Составная часть мезорегиона Северо-восток штата Риу-Гранди-ду-Сул. Входит в экономико-статистический микрорегион Гуапоре. Население составляет 1758 человек на 2006 год. Занимает площадь 148,393 км². Плотность населения — 11,8 чел./км².

## История
Город основан 9 декабря 1987 года.

## Статистика
- Валовой внутренний продукт на 2003 составляет 19 428 038,00 реалов (данные: Бразильский институт географии и статистики).
- Валовой внутренний продукт на душу населения на 2003 составляет 11 076,42 реалов (данные: Бразильский институт географии и статистики).
- Индекс развития человеческого потенциала на 2000 составляет 0,826 (данные: Программа развития ООН).